# Groothofgroeve

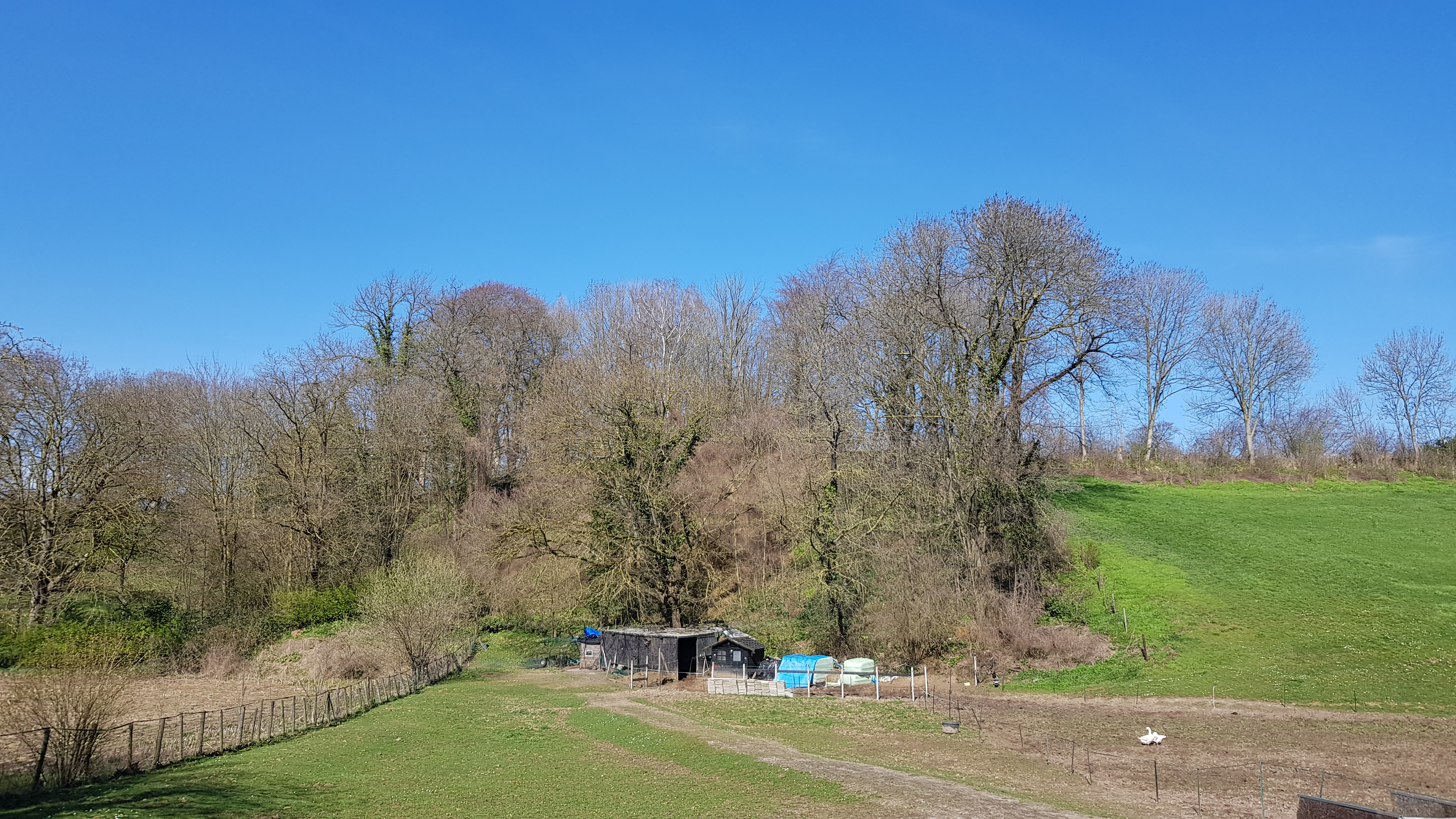
Groothofgroeve in het landschap

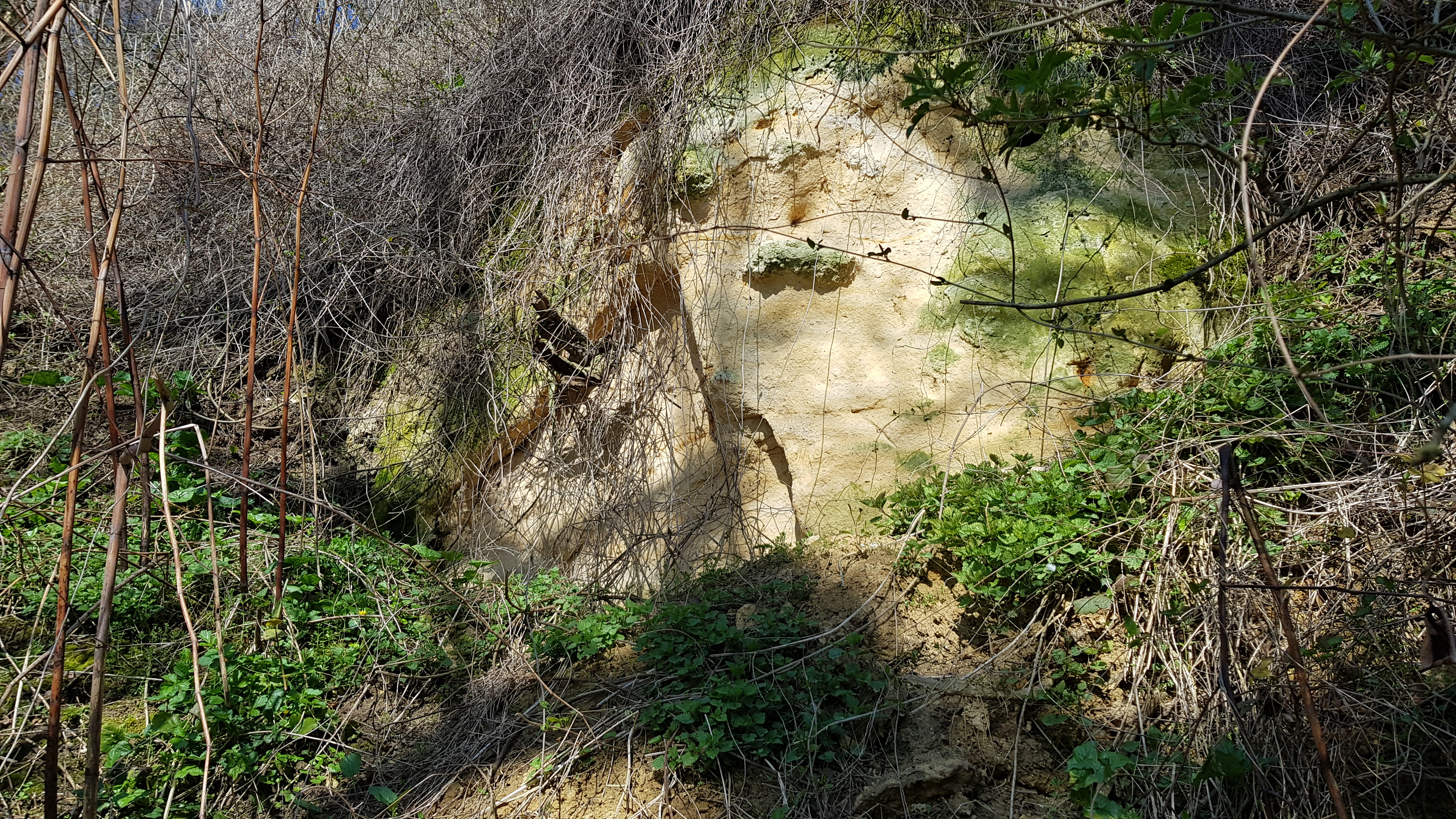
Kalksteenwand Groothofgroeve

De Groothofgroeve is een Limburgse mergelgroeve in Nederlands Zuid-Limburg in de gemeente Valkenburg aan de Geul. De ondergrondse kalksteengroeve ligt ten noordwesten van de Hekerbeekweg aan de oostkant van Valkenburg. De groeve ligt aan de zuidelijke rand van het Centraal Plateau in het Hekerbeekdal, een zijdal van het Geuldal.
Op ongeveer 350 meter naar het noordoosten liggen de Heekerbeekgroeve en de Sint-Josephgroeve, op ongeveer 625 meter naar het zuidoosten ligt de groeve Auvermansboschke, op ongeveer 500 meter naar het zuiden ligt de Oosterweggroeve II en op ongeveer 340 meter naar het zuidwesten ligt de Michielkesberg.

## Geschiedenis
De groeve werd door blokbrekers ontgonnen voor de winning van kalksteenblokken, maar de periode waarin dat gebeurde is niet bekend.
Rond 1967 werd de groeve gebruikt als fruitkelder.

## Groeve
De groeve heeft een oppervlakte van ongeveer 280 vierkante meter en een ganglengte van 46 meter. Op oude kaarten staat de groeve aangeduid met twee ingangen.
De ingangen van de groeve zijn anno 2020 niet meer toegankelijk doordat ze zijn dichtgestroomd door grond.